# Sigebert II
Sigebert II (Zygbert II, ur. ok. 600, zm. 613) – dzielnicowy król Franków, najstarszy z czterech synów Teuderyka II.
Po śmierci ojca w 613 roku objął tron w Burgundii i Metzu (Austrazja) z inicjatywy swojej prababki Brunhildy, która aby utrzymać całość państwa burgundzko-austrazyjskiego odsunęła od tronu pozostałych braci Sigeberta II. Plany Brunhildy pokrzyżował Chlotar II, który pokonał jej wojska w bitwie pod Chalons-sur-Aisne. Po klęsce, Brunhilda wraz z prawnukami uciekła do Orbe, jednakże wskutek zdrady dostała się do niewoli i została wydana Chlotarowi II, który zabił natychmiast Siegeberta II oraz jego brata Corbusa. Trzeci z braci – Meroweusz, który był chrzestnym synem Chlotara II, został umieszczony w klasztorze, zaś czwarty – Childebert – zdołał uciec konno, lecz później zaginął. Brunhilda po pokazowym procesie została skazana na śmierć, a Chlotar II po jej pokonaniu ponownie zjednoczył całe królestwo Franków.